# O Palco (1912)
O Palco: revista teatral publicou-se quinzenalmente em Lisboa entre janeiro e maio de 1912, sendo seu objetivo dar a conhecer notícias sobre teatro, cenas de peças em exibição e retratos de artistas. Profusamente ilustrada, conta com a colaboração, nesta tarefa, de ilustradores como Amarelhe, José Mergulhão e Alberto Sousa, e fotografia de Alberto Lima. Na redação da revista assinam Álvaro Leal, Acácio Antunes, Júlio Dantas, Félix Bermudes e André Brun.